# Lista över Fijis premiärministrar

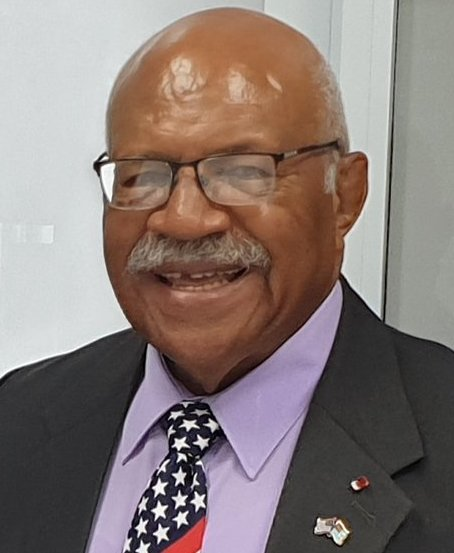
Sitiveni Rabuka är premiärminister på Fiji sedan 24 december 2022.

Detta är en lista över Fijis premiärministrar.
| Namn                   | Ämbetsperiod                      |
| ---------------------- | --------------------------------- |
| Ratu Sir Kamisese Mara | september 1967 – 13 april 1987    |
| Timoci Bavadra         | 13 april – 14 maj 1987            |
| Ratu Sir Kamisese Mara | 5 december 1987 – 2 juni 1992     |
| Sitiveni Rabuka        | 2 juni 1992 – 19 maj 1999         |
| Mahendra Chaudhry      | 19 maj 1999 – 27 maj 2000         |
| Laisenia Qarase        | 4 juli 2000 – 14 mars 2001        |
| Ratu Tevita Momoedonu  | 14 mars 2001 – 16 mars 2001       |
| Laisenia Qarase        | 16 mars 2001 – 5 december 2006    |
| Jona Senilagakali      | 5 december 2006 – 4 januari 2007  |
| Frank Bainimarama      | 5 januari 2007 – 24 december 2022 |
| Sitiveni Rabuka        | 24 december 2022 –                |